# Ibelin

wapen van Ibelin

Ibelin was een kasteel in het koninkrijk Jeruzalem in de 12e eeuw (gelegen in het hedendaagse Yavne) dat de naam gaf aan een belangrijke adellijke familie.

## Het kasteel
De plek waar het kasteel zich bevond, werd al bewoond sinds de Romeinse tijd, toen het Iamnia werd genoemd. Het kruisvaarderskasteel werd gebouwd in 1144, tussen de plaatsen Jaffa en Ashkelon, dicht bij Montgisard en Ramla (Ramalah). Rond de tijd dat Ashkelon nog onder controle was van de Fatimiden en de Egyptische legers ervandaan marcheerden om het koninkrijk aan te vallen werd Ibelin zo gebouwd dat de aanvallers erdoor teruggedrongen werden. Het originele kasteel, dat onder Fulk van Jeruzalem gebouwd zou worden, had vier torens.

## De familie
De familie Ibelin groeide van een tamelijk onbekende afkomst uit tot een van de invloedrijkste baronnenfamilies in het koninkrijk en later ook Cyprus. De familie beweerde afkomstig te zijn van het huis Le Puiset (graven van Chartres), maar later bleek dit alleen maar speculatie te zijn. Ze waren waarschijnlijk afkomstig uit Pisa, Italië. De naam Barisan wordt voor het eerst genoemd in Toscane en Ligurië, gerelateerd aan de Azzopardi-familie. Het eerst bekende lid van het huis Ibelin is Barisan of Balian. Hij was in dienst van de graaf van Jaffa en werd rond 1100 constabel van Jaffa; als beloning voor zijn diensten huwde hij met Helvis (Helvide) een erfgenaam van Ramalah in 1122.
Barisan kreeg vervolgens het kasteel Ibelin toegewezen in 1141 door Fulk van Jeruzalem, ook vanwege zijn trouwe diensten aan zijn heer, Hugo II le Puiset, graaf van Jaffa. Uit het huwelijk van Barisan en Helvis kwamen Hugo, Boudewijn, Barisan, Ermengard en Stephanie voort. De jongste zoon Barisan werd later bekend als Balian. De familie hield behalve Ibelin, ook de heerschap over Ramalah. Balian was door zijn huwelijk met Maria Komnena ook heer van Nablus. Hij was de laatste die deze drie titels in handen had, totdat Saladin alles innam in 1187.

## Familie
- Barisan (I) van Ibelin (Balian de Oude) († 1150), heer van Ibelin ∞ Helvis, erfgenaam van Ramla, dochter van Boudewijn van Ramla
  - 1. Hugo van Ibelin († ca. 1170) heer van Ramla 1152 ∞ Agnes van Edessa, dochter van graaf Jocelin II van Edessa
  - 2. Boudewijn van Ibelin († ca. 1187), heer van Ramla ∞ Richilde van Beisan / Bettsan, huwelijk geannuleerd in 1174.
    - 1. Eschiva van Ibelin ∞ ca. 1179 Amalrik II, (1145-1205) koning van Jeruzalem en van Cyprus
    - 2. Thomas van Ibelin, heer van Ramla

  - 3. Balian (II) van Ibelin (Balian de Jonge, † 1193) uxoris nomine heer van Nablus ∞ Maria Komnena, dochter van Johannes Komnenos, weduwe van koning Amalrick I. van Jeruzalem
    - 1. Johannes van Ibelin (* 1177, † 1236) genaamd „de oude heer van Beiroet“, 1194 connetabel, 1198 heer van Beiroet, 1205-1208 regent van Jerusalem, 1227 bailli van Cyprus ∞ 1) Helen van Nephin, ∞ 2) 1207 Melisende, erfdochter van Arsoef.
      - 1. Balian III († Askalon 1247), constabel van Cyprus, bailiff van Jeruzalem, heer van Beiroet ∞ ca. 1229 Eschiva van Mömpelgard /Montfaucon.